# Абоци (историческая область)
Абоци (груз. აბოცი), Ашоцк, Ашоц (арм. Աշոցք) — историко-географический регион Армении. Грузинская форма названия — Абоци.

## История

Армения в 150 году. Гугарк находится на севере

К. Туманов полагал, что Ашоц, вместе с Цобопором, Колбопором, Дзоропором и Таширом, принадлежал к тем округам Гугарка, которые первоначально находились в границах армянского государства. По мере расширения иберийского царства область Ашоц перешла во владения Фарнавазидов. После установления династии Арташесидов около 200 года до н. э. она вошла в состав Армении. В I веке н. э., в период упадка армянской государственности, Ашоц, предположительно, на несколько десятилетий вновь оказалась в границах Иберии. После установления власти династии Аршакидов Армения вернула Гугарк включая область Ашоц. После раздела Армении в 387 году, Ашоц оставалась в ее границах. В армянской армии Ашоц выставлял до 500 единиц конницы. Владетели Ашоца упоминаются в числе армянских князей участвовавших в антиперсидском восстании 450—451 годов. После византийско-персидского раздела Армении в 591 году Ашоц входил в пределы провинции Armenia Inferior. В 772 году был впервые приобретен армянскими Багратидами. Н. Токарский отмечал, что армянский князь Ашот Мсакер воспользовавшись кризисом в Аббасидском халифате присоединил ряд армянских областей, в том числе Ашоцк. Некоторый период область принадлежала Гуараму Мампали, однако до 876 года тот передал его своему зятю Ашоту, будущему царю Армении. При царе Мушеле (962—984) часть Ашоца входила в Карсское царство.
В позднесредневековый период в результате наплыва туркменских племён Абоци стали называть Каикули. И. Гильденштедт в книге «Путешествие по Кавказу в 1770—1773 гг.» писал «Сомхитский — армянский округ Кайкур расположен в Араратских предгорьях, от Тефлиса на Ю.З. вверху у Машхавери, он граничит на юге и западе с турецким владением». В 1801 году, когда Российская Империя аннексировала восточную часть Грузии (Картли-Кахетия), Каикули был включён в Грузинскую губернию как часть Лорийского уезда. В 1849 году уезд был передан недавно созданной Эриванской губернии.